# Klentnice - kostel svatého Jiří
Klentnice - kostel svatého Jiří este o arie protejată (arie specială de conservare — SAC, sit de importanță comunitară — SCI) din Republica Cehă întinsă pe o suprafață de 0,02 ha, integral pe uscat.

## Localizare
Centrul sitului Klentnice - kostel svatého Jiří este situat la coordonatele 48°50′37″N 16°38′40″E / 48.843611°N 16.644444°E.

## Înființare
Situl Klentnice - kostel svatého Jiří a fost declarat sit de importanță comunitară în aprilie 2005 pentru a proteja 1 specie de animale. Situl a fost protejat și ca arie specială de conservare în iulie 2012.

## Biodiversitate
Situată în ecoregiunea panonică, aria protejată nu include niciun habitat protejat.
La baza desemnării sitului se află o specie protejată de  mamifere: liliac comun (Myotis myotis).